# HD 95234
HD 95234，又名BD-15 3174，SAO 156372、HR 4284，是一颗恒星，视星等为5.89，位于銀經267.68，銀緯38.74，其B1900.0坐标为赤經10h 54m 34.3s，赤緯-15° 38.74′ 3″。